# حيدر أباد (سراب)
حيدر أباد هي قرية في مقاطعة سراب، إيران. يقدر عدد سكانها بـ 39 نسمة بحسب إحصاء 2016.